# (10443) van der Pol
(10443) van der Pol (1045 T-2) – planetoida z grupy pasa głównego asteroid okrążająca Słońce w ciągu 3,42 lat w średniej odległości 2,27 j.a. Odkryta 29 września 1973 roku.